# Sauvain
Sauvain là một xã trong tỉnh Loire miền trung nước Pháp.

## Geography
The river Lignon du Forez flows through the commune.